# 诺基亚3220
Nokia 3220，是一款来自诺基亚的GSM手机，使用Series40系统。诺基亚3220于2004年5月31日推出，是一款“有趣”的设备，配有LED灯和Xpress-on盖。它是第一款提供完全访问互联网的入门级手机，带有XHTML浏览器和POP3/IMAP电子邮件客户端。这款手机使用GPRS和EDGE进行互联网连接。诺基亚3220也同样支持近场通讯功能，Java软件扩展。

## 主要性能
- 操作系统 S40。
- 屏幕 65,536色TFT材质显示屏，128×128像素。
- 铃声 16和弦。

## 特点
- 机身两侧有4个大面积指示灯，可以指示红、黄、绿三种颜色[1][2]。
- 支持闪信，当安装上特定外壳和软件时，机身背部的一组LED灯可以通过使用者挥动手臂来显示文字、图片。
- 支持动感游戏，只需移动手机便可以操作特定游戏。